# Museo del Modernismo Catalán
El Museo del Modernismo Catalán (MMCAT) es un museo inaugurado en 2010 y dedicado íntegramente al modernismo catalán. Ocupa mil metros cuadrados divididos en dos plantas de un edificio modernista del arquitecto Enric Sagnier en calle de Balmes n.º 48, Barcelona, entre Diputación y Consejo de Ciento. Muestra 350 obras, entre pinturas, esculturas, mobiliario y vidrieras, de 42 artistas representativos de esta corriente artística. Las obras provienen, en su mayoría, de la colección privada de la familia Pinós-Guirao, y muchas son inéditas. Cuenta con piezas de Antoni Gaudí, Joaquín Mir, Hermen Anglada Camarasa, Ramón Casas y Santiago Rusiñol. Es el primer museo del modernismo catalán abierto al público.
Se trata de un museo con muchas obras inéditas de artistas que convivieron con el modernismo. Los promotores del museo son el matrimonio de coleccionistas y anticuarios Fernando Pinós y María Guirao, de la galería Gothsland de Barcelona. Se trata de una iniciativa privada que nace de trabajo hecho durante cuarenta años.

## Exposición
En una de las dos plantas del museo se exhibe mobiliario modernista de Antoni Gaudí, Gaspar Homar y Joan Busquets, y en la otra planta se muestra pinturas y esculturas, incluyendo piezas de Josep Mestres Cabanes, Luis Graner, Joaquín Mir y esculturas de Josep Llimona, Eusebio Arnau y Enric Clarasó.